# Atelognathus solitarius
Atelognathus solitarius är en groddjursart som först beskrevs av José Miguel Cei 1970.  Atelognathus solitarius ingår i släktet Atelognathus och familjen Ceratophryidae. IUCN kategoriserar arten globalt som sårbar. Inga underarter finns listade.